# Tang Gonghong
Tang Gonghong (en chino: 唐功红; Yantai, 5 de marzo de 1979) es una deportista china que compitió en halterofilia.
Participó en los Juegos Olímpicos de Atenas 2004, obteniendo una medalla de oro en la categoría de +75 kg. Ganó dos medallas en el Campeonato Mundial de Halterofilia, oro en 1998 y bronce en 2002.

## Palmarés internacional
| Juegos Olímpicos   | Juegos Olímpicos   | Juegos Olímpicos  | Juegos Olímpicos |
| Año                | Lugar              | Medalla           | Categoría        |
| ------------------ | ------------------ | ----------------- | ---------------- |
| 2004               | Atenas (Grecia)    | Medalla de oro    | +75 kg           |
| Campeonato Mundial |                    |                   |                  |
| Año                | Lugar              | Medalla           | Categoría        |
| 1998               | Lahti (Finlandia)  | Medalla de oro    | +75 kg           |
| 2002               | Varsovia (Polonia) | Medalla de bronce | +75 kg           |